# Fotsår
Fotsår är sår på fötterna som framförallt drabbar personer med diabetes och med bristande arteriell cirkulation och är en vanlig orsak till amputation. Fotkomplikationer hos personer med diabetes utgör ett allvarligt hot, såväl mot fötter och ben som mot individens överlevnad. Den så kallade ”diabetesfoten” inkluderar sår, infektioner och förstörelse av djupare vävnadslager associerade med neuropati och perifer kärlsjukdom i benen. I västvärlden är fotkomplikationer den vanligaste orsaken till sjukhusvistelse vid diabetes.

## Orsak och förekomst
Vanligtvis delas fotsåren in i neuropatiska och ischemiska sår, men flertalet personer har en kombination av neuropati och perifer kärlsjukdom och bör utredas avseende båda. Ett fotsår orsakat av yttre våld, som olämplig fotbeklädnad eller mekanisk skada, lokaliseras vanligen till tår eller fotrygg. Stressår (utmattningssår) orsakade av ändrad biomekanik och gångmönster lokaliseras vanligtvis till framfotens fotsula eller undersidan av stortån. I europeiska undersökningar utgör dessa vanligen mellan 15 och 20 procent av fotsåren men spelar en större roll i kulturer där man mindre ofta går med skor eller andra fotbeklädnader. Trycksår är vanligen lokaliserade kring hälen medan sår till följd av dålig blodcirkulation oftast förekommer på tåspetsar och fotens utsida. Tillsammans med fotdeformiter och yttre våld anses i dag neuropati vara den viktigaste faktorn för utveckling av fotsår hos personer med diabetes, då mellan 70 och 100 procent har perifer neuropati (ytlig nervpåverkan).
Den sensoriska neuropatin utvecklas smygande, vilket gör att personen inte i tid reagerar på nedsatt och/eller utslagen hudkänsel. I fyra av fem fall kan ett utlösande våld mot foten påvisas, där det vanligaste är olämplig fotbeklädnad. Den motoriska neuropatin med muskelsvaghet och förtvining av den fina fotmuskulaturen leder till deformering med ändrad tryckfördelning vid gång, vilket ökar risken för sår. Svagheten i muskulaturen i foten leder till en muskulärobalans och nedsjunken framfot, vilket i sin tur leder till ett ändrat gångmönster med felaktig belastning, förkortad steglängd och upprepade trauman. Den autonoma neuropatin leder till nedsatt svettsekretion, skelettförändringar, fotsvullnad och ändrad reglering av den lokala genomblödningen. Parallellt med utvecklingen av neuropati föreligger förändringar i fotens motilitet avseende leder, ledkapslar och senor orsakade av förlorad elasticitet, så kallad stiff foot syndrome eller limited joint mobility syndrome (smärta, nedsatt rörlighet och styvhet i leder, senor och ledkapslar som kan leda till kraftigt nedsatt funktion).
Bidragande orsak till fotdeformering vid diabetes är osteoartropati. Prevalensen av osteoartropati vid diabetes är kring 0,08–0,5 procent. Den viktigaste riskfaktorn för amputation och fördröjd läkning av fotsår är förekomsten av perifer kärlsjukdom. Den åderförkalkande processen skiljer sig inte åt mellan personer med eller utan diabetes, men debuterar i allmänhet tidigare och drabbar mer perifert belägna kärl hos personer med diabetes. Vilosmärtor vid grav ischemi saknas ibland på grund av neuropati med känselnedsättning.

## Förebyggande
Det är viktigt med ett systematiskt program som omfattar preventiva åtgärder för att minska risken för uppkomst av fotsår. Till preventiva åtgärder hör inspektion av fötter vid återbesök, regelbunden fotvård, strukturerad utbildning av den drabbade (eller anhörig) när det gäller egenvård och inspektion av fötter, där användning av lämpliga skor och strumpor är viktigt för att skydda foten från yttre våld. Risken för en förnyad sårskada minskar med cirka hälften på två år hos de med tidigare fotsår om de använder lämpliga skor. Även utbildning som utförs av fotvårdsspecialist för drabbad och anhöriga är en viktig preventiv åtgärd, i synnerhet för patienter med förhårdnader, hudsprickor samt uttalad nagel- eller hudpåverkan. Alla patienter med högriskfötter bör ha tillgång till, och regelbundet undersökas och behandlas av, en fotvårdsspecialist. Detta är speciellt viktigt för äldre personer med nedsatt syn och försämrad möjlighet att sköta sin egen fothygien.

## Behandling
Omhändertagandet av personer med diabetes med etablerade fotkomplikationer är komplext, vilket motiverar ett multidisciplinärt förhållningssätt. Personer med diabetes med tidigare fotskada löper alltid en hög risk att drabbas av nya sårskador och har hög sannolikhet för framtida amputation och en ökad dödlighet. Ett multidisciplinärt angreppssätt som
omfattar prevention, patientutbildning och multifaktoriell behandling
av etablerade skador har angivits minska amputationsrisken med åtminstone hälften. Det är många faktorer som påverkar läkningen av en etablerad skada, i synnerhet fotsår. I dag rekommenderas revaskularisering vid diabetes och fotsår i ett tidigare skede i syfte att åstadkomma läkning, om tecken på nedsatt blodgenomströmning föreligger. Hur tidigt man ska revaskularisera och vilken metod som ska användas är omtvistat.
Avgörande faktorer som påverkar läkning av fotsår hos personer med diabetes är grad av samsjuklighet (hjärt- och/eller njursjukdom), utbredning av vävnadsskada vid påbörjad behandling, grad av perifer cirkulationsnedsättning och förekomst av infektion. Kombinationen av neuropati, anatomiska förhållanden i foten, nedsatt blodgenomströmning, inflammatoriskt svar samt förekomst av en flera olika typer av bakterier i fotfloran har angetts som faktorer som bidrar till den ökade risken för vävnadsdestruktion och spridning av infektionen i foten. För personer med neuropatiska sår är avlastning (ortopedteknisk) och infektionsbekämpning det mest avgörande. Från början har fokus varit inriktade på neuropatiska sår, men utvecklingen har visat att bilden vid fotsår hos personer med diabetes har förskjutits mot neuroischemiska eller neurovaskulära sår.

## Specifika typer

### Diabetes
Diabetesfotsår är en allvarlig komplikation av diabetes och utgör en stor del av det som kallas diabetesfoten.
Sårläkning är en inneboende kroppslig mekanism som oftast fungerar. En del av läkningen är stegvis återskapande av förlorad extracellulärmatrix (ECM) som utgör den största delen av hudens dermislager. I vissa fall kan denna process störas. Diabetes mellitus är en metabol sjukdom som förhindrar vissa steg i sårläkningen. Många studier visar på en förlängd inflammatorisk fas i diabetessår. Detta orsakar en försenad bildning av¨granulationsvävnad och en samtidig minskning av sårets draghållfasthet.
Behandling av diabetesfotsår innefattar: blodsockerkontroll, rensning av död vävnad kring såret, såromläggning, och minskning av tryck på såret genom t.ex. avlastande gipsning. Surgery in some cases may improve outcomes. ÖVertrycksbehandling med syre kan även användas, men är dyrt.
Diabetesfotsår drabbar cirka 15% av de med diabetes, och föregår 84% av alla diabetesrelaterade ben-amputationer.